# Aeropuerto Internacional de Đà Nẵng
El Aeropuerto internacional de Đà Nẵng está localizado en Đà Nẵng, Vietnam, la ciudad más grande del centro del país. Es el tercer aeropuerto internacional del país, además del Aeropuerto Internacional de Nội Bài (Hanói) y el Aeropuerto Internacional de Tan Son Nhat (Ciudad Ho Chi Minh), y es una importante puerta de acceso al centro de Vietnam.
Además de su aviación civil, la pista también es usada por la Fuerza Aérea Popular Vietnamita (FAPV, Không Quân Nhân Dân Việt Nam), aunque las actividades militares ahora son extremadamente limitadas. El aeropuerto atendió a 5 millones de pasajeros en 2014, alcanzando ese conteo de pasajeros alrededor de seis años antes de lo esperado. Actualmente se está considerando una expansión de la nueva terminal para aumentar su capacidad a 10 millones de pasajeros por año para 2020. Por el aeropuerto pasaron 6.722.587 pasajeros en 2015, un aumento del 34,7% en comparación con el de 2014.
Este aeropuerto manejó 11 millones de pasajeros en 2017, un aumento del 24,1% en comparación con 2016. El aeropuerto tiene dos terminales separadas para pasajeros nacionales e internacionales con una capacidad total de pasajeros de 11 millones por año a partir de 2018. Las rutas Hanói-Danang y Ho Chi Minh City-Danang tienen respectivamente 319 y 250 vuelos semanales y son, en orden, la segunda y tercera ruta aérea más transitada de Vietnam después de la ruta Hanói-Ho Chi Minh (475 vuelos).

## Historia

### Indochina francesa
Situado en un terreno llano y arenoso en el lado sur de la principal ciudad portuaria de Da Nang, el área era ideal para un aeródromo, con accesos sin obstrucciones a sus pistas de aterrizaje norte-sur. El aeropuerto de Tourane fue construido por el gobierno colonial francés en la década de 1940 como aeropuerto civil. Durante la Segunda Guerra Mundial y la ocupación japonesa de la Indochina francesa, la Fuerza Aérea del Ejército Imperial Japonés la utilizó como base aérea militar.
Después de la guerra, la Fuerza Aérea de Francia utilizó la instalación durante la primera guerra de Indochina (1945-1954). En 1953/54, los franceses colocaron una pista de asfalto estándar de la OTAN de 7.800 pies (2.400 m) en Tourane y estacionaron B-26 estadounidenses prestados "Invaders" del Groupe de Bombardement 1/19 Gascogne. En 1954, después de los Acuerdos de Paz de Ginebra, estos B-26 fueron devueltos a los Estados Unidos.

### Guerra de Vietnam
En 1955, la recién fundada Fuerza Aérea de la República de Vietnam (VNAF) heredó de los franceses una fuerza simbólica de cincuenta y ocho aviones. Estos incluyeron algunos escuadrones de aviones de observación Cessna L-19, transportes C-47 y varios aviones utilitarios. El aeródromo de Tourane se convirtió para uso civil, y los survietnamitas utilizaron las instalaciones en Bien Hoa, Nha Trang y en Tan Son Nhut, cerca de Saigón.
En 1957, la VNAF restableció una presencia en el aeropuerto renombrado Da Nang, estacionando el 1.er Escuadrón de Enlace con Cessna L-19. El Ejército de Vietnam del Sur (ARVN) también utilizó Da Nang como centro de entrenamiento de guardabosques.
Air Vietnam también utilizó la instalación desde 1951 hasta 1975 para vuelos nacionales e internacionales civiles dentro del sudeste asiático.
Durante la guerra de Vietnam (1959-1975), la instalación se conocía como la base aérea de Da Nang y era una importante base militar de los Estados Unidos. Una vez poco más que un aeródromo provincial, la instalación se amplió a 2,350 acres (950 ha) con dos pistas de asfalto de 10,000 pies (3,048 m) con pistas de aterrizaje de concreto, pistas de rodaje paralelas y un helipuerto.
Durante la guerra, la 1.ª División Aérea de la VNAF, y el 23.º Grupo de Base Aérea de la USAF, el 6252.º Ala Táctica, el 35.º Ala de Cazas Tácticos, el 366.º Ala de Cazas Tácticos, el 362.º Escuadrón de Guerra Electrónica Táctica y la Marina de los EE. UU. (un destacamento de VQ- 1) operado desde la base.

### Pandemia de COVID-19
Según el reglamento del Ministerio de Transporte emitido el 27 de julio de 2020, el aeropuerto se cerró temporalmente del 28 de julio al 7 de septiembre para evitar un brote de Covid-19 en la ciudad.
Los A-26 Invader de Fuerza Aérea de Francia durante la primera guerra de Indochina.

## Instalaciones

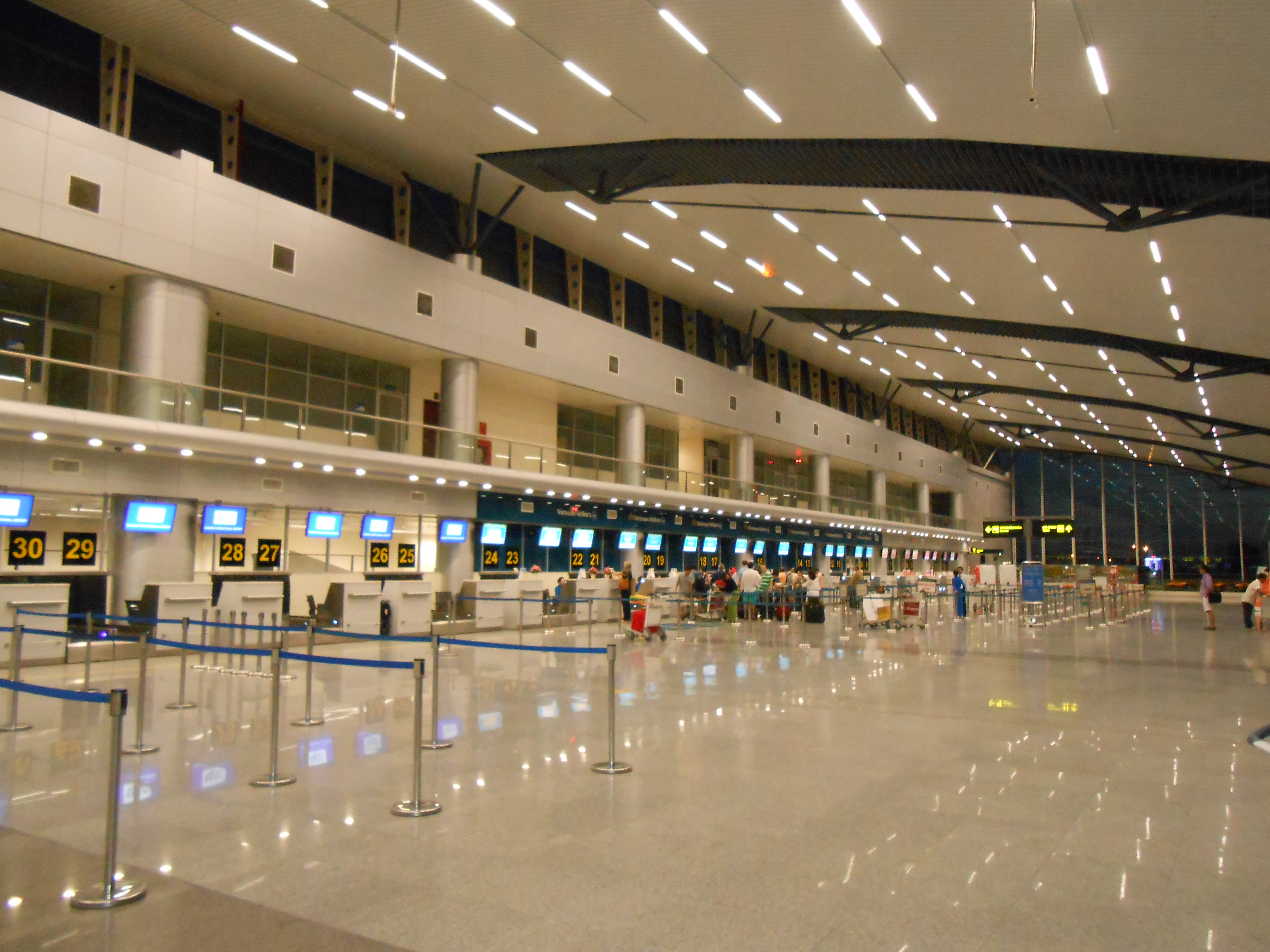
Interior de la terminal del aeropuerto.

El Aeropuerto Internacional de Da Nang tiene dos pistas paralelas pavimentadas de 10 000 pies (3,048 m) (orientación 17–35) capaces de manejar aviones grandes y modernos como Boeing 747, 767 y Airbus 320. El volumen de tráfico en Da Nang tiene un promedio de 100 a 150 vuelos cada 24 horas. El tráfico anual fue de alrededor de 1,45 millones en 2007 y se espera que alcance los cuatro millones para 2020.
Una nueva terminal de 20.000 m², con un costo de US$ 84 millones y una capacidad de 4 millones de pasajeros por año, abrió para recibir su primer vuelo doméstico el 15 de diciembre de 2011. El estudio de factibilidad para la renovación del aeropuerto fue patrocinado parcialmente por el Departamento de Comercio de los Estados Unidos y la Agencia de Desarrollo de ese país (USTDA), y fue completada por PwC en 2006. La nueva terminal incluye cinco puertas de embarque, sistemas de manejo de equipaje, áreas de salida y llegada, sistema de visualización de información de vuelo (FIDS), equipo de terminal de usuario común (CUTE), sistemas de detección de incendios y sistemas de megafonía y seguridad, incluido el equipo de detección. Además, se amplió una de las dos pistas del aeropuerto de 3.048 metros (10.000 pies) a 3.500 metros (11.483 pies). Una vez finalizado, ya un costo de 160 millones de dólares, el aeropuerto ahora tiene una capacidad total de seis millones de pasajeros por año.
El 5 de mayo se puso en funcionamiento una nueva terminal internacional 2, de 48.000 m2, con una inversión total de 154 millones de dólares estadounidenses y una capacidad diseñada de 6 millones de pasajeros al año. 2017.

## Aerolíneas y destinos
- Vietnam Airlines (Ciudad Ho Chi Minh)
- Vietnam Airlines (Hanói)
- Vietnam Airlines (Nha Trang)
- Vietnam Airlines (Quy Nhon)
- Vietnam Airlines (Pleiku)
- Vietnam Airlines (Buon Me Thuot)
- SilkAir de Singapore Airlines (Singapur)
- PB Air (Bangkok, Tailandia)

## Accidentes e incidentes
- El 30 de septiembre de 1970, un Douglas DC-3 DST B-305 de Air Vietnam se estrelló contra una colina cerca de Da Nang mientras intentaba desviarse al aeropuerto de Da Nang debido a las condiciones climáticas en su destino previsto del aeropuerto de Phu Bai, Huế. Tres de las 38 personas a bordo murieron.[13]

## Enlaces externos

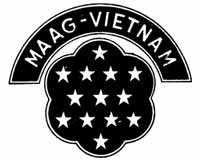
Emblema del Aeropuerto Internacional de Da Nang.